# Нафтові, газові та газоконденсатні родовища України
Нафтові, газові та газоконденсатні родовища України

## Південний нафтогазоносний регіон України
Див. також Історія освоєння Південного нафтогазоносного регіону України
- Переддобрудзька нафтогазоносна область
  - Східно-Саратське нафтове родовище
  - Жовтоярське нафтове родовище
- Причорноморсько-Кримська нафтогазоносна область
  - Одеське газове родовище
  - Голицинське газоконденсатне родовище
  - Південно-Голицинське газове родовище
  - Шмідтівське газове родовище
  - Штормове газоконденсатне родовище
  - Архангельське газове родовище
  - Кримське газове родовище
  - Оленівське газоконденсатне родовище
  - Чорноморське газоконденсатне родовище
  - Краснополянське газоконденсатне родовище
  - Західно-Октябрське газоконденсатне родовище
  - Октябрське нафтове родовище
  - Кіровське газове родовище
  - Глібовське газоконденсатне родовище
  - Карлавське газоконденсатне родовище
  - Ярилгацьке газове родовище
  - Задорненське газове родовище
  - Серебрянське нафтове родовище (Сріблянське нафтове родовище)
  - Тетянівське газоконденсатне родовище
  - Джанкойське газове родовище
  - Приазовське газове родовище
  - Безіменне газове родовище
- Азовсько-Березанська нафтогазоносна область
  - Стрілкове газове родовище
  - Морське газове родовище
- Індоло-Кубанська нафтогазоносна область
  - Північно-Керченське газове родовище
  - Владиславівське нафтове родовище
  - Південно-Сивашське газоконденсатне родовище
  - Семенівське нафтове родовище (Білокам'янське нафтове родовище)
  - Актаське нафтове родовище (Мисове нафтове родовище)
  - Мошкарівське нафтове родовище
  - Куйбишевське газове родовище
  - Олексіївське газове родовище
  - Поворотне газове родовище
  - Фонтанівське газоконденсатне родовище
  - Войківське нафтове родовище (Малобабчицьке нафтове родовище)
  - Борзівське нафтогазове родовище
  - Придорожне газове родовище
  - Приозерне нафтове родовище
  - Північно–Казантипське газоконденсатне родовище
  - Східно-Казантипське газоконденсатне родовище
  - Північно-Булганакське газове родовище
- Чорноморська нафтогазоносна область
  - Субботінське нафтове родовище

## Східний нафтогазоносний регіон України
- Монастирищенсько-Софіївський нафтоносний район
  - Монастирищенське нафтове родовище
  - Малодівицьке нафтове родовище
  - Прилуцьке нафтове родовище
  - Щурівське нафтове родовище
  - Маківське нафтове родовище
  - Тростянецьке нафтове родовище
  - Софіївське нафтове родовище
  - Бережівське нафтове родовище
  - Ярошівське нафтове родовище
- Талалаївсько-Рибальський нафтогазоносний район
  - Матлахівське нафтове родовище
  - Скороходівське нафтогазоконденсатне родовище
  - Ромашівське нафтове родовище
  - Великобубнівське нафтогазоконденсатне родовище
  - Східно-Рогинцівське нафтове родовище
  - Талалаївське газоконденсатне родовище
  - Миколаївське газоконденсатне родовище
  - Артюхівське нафтогазоконденсатне родовище
  - Коржівське нафтогазоконденсатне родовище
  - Перекопівське нафтогазоконденсатне родовище
  - Ярмолинцівське газоконденсатне родовище
  - Анастасівське нафтогазоконденсатне родовище
  - Липоводолинське нафтогазоконденсатне родовище
  - Південно-Панасівське нафтогазоконденсатне родовище
  - Кулябчинське газоконденсатне родовище
  - Русанівське газове родовище
  - Валюхівське газоконденсатне родовище
  - Гадяцьке газоконденсатне родовище
  - Куличихінське нафтогазоконденсатне родовище
  - Тимофіївське нафтогазоконденсатне родовище
  - Червонозаярське газове родовище
  - Пірківське газоконденсатне родовище
  - Качанівське нафтогазоконденсатне родовище
  - Більське газоконденсатне родовище
  - Загорянське газоконденсатне родовище
  - Ясенівське нафтове родовище
  - Рибальське нафтогазоконденсатне родовище
  - Бугруватівське нафтове родовище
  - Західно-Козіївське нафтове родовище
  - Козіївське нафтове родовище
  - Качалівське нафтогазоконденсатне родовище
  - Сахалінське нафтогазоконденсатне родовище
  - Карайкозівське нафтогазоконденсатне родовище
  - Котелевське газоконденсатне родовище
  - Березівське газоконденсатне родовище
  - Степове газоконденсатне родовище
- Глинсько-Солохівський газонафтоносний район
  - Мільківське нафтогазоконденсатне родовище
  - Леляківське нафтогазоконденсатне родовище
  - Богданівське нафтогазоконденсатне родовище
  - Гнідинцівське нафтогазоконденсатне родовище
  - Білоусівське газоконденсатне родовище
  - Чорнухинське газоконденсатне родовище
  - Мехедівсько-Голотівщинське газоконденсатне родовище
  - Луценківське газоконденсатне родовище
  - Свиридівське газоконденсатне родовище
  - Волошківське газоконденсатне родовище
  - Андріяшівське газоконденсатне родовище
  - Рудівсько-Червонозаводське газоконденсатне родовище
  - Скоробагатьківське нафтогазоконденсатне родовище
  - Яблунівське нафтогазоконденсатне родовище
  - Свистунківське газоконденсатне родовище
  - Глинсько-Розбишівське нафтогазоконденсатне родовище
  - Клинсько-Краснознаменське газоконденсатне родовище
  - Середняківське нафтогазоконденсатне родовище
  - Західно-Харківцівське нафтогазоконденсатне родовище
  - Східно-Харківцівське газоконденсатне родовище
  - Перевозівське газоконденсатне родовище
  - Комишнянське газоконденсатне родовище
  - Південно-Комишнянське газоконденсатне родовище
  - Західно-Кошовійське газоконденсатне родовище
  - Кошовійське газоконденсатне родовище
  - Сорочинське газоконденсатне родовище
  - Малосорочинське нафтогазове родовище
  - Радченківське нафтогазове родовище
  - Семиренківське газоконденсатне родовище
  - Західно-Солохівське газоконденсатне родовище
  - Солохівське газоконденсатне родовище
  - Опішнянське нафтогазоконденсатне родовище
  - Матвіївське нафтогазоконденсатне родовище
  - Східно-Полтавське газоконденсатне родовище
  - Гоголівське газоконденсатне родовище
  - Семенцівське газоконденсатне родовище
  - Байрацьке газоконденсатне родовище
  - Макарцівське газоконденсатне родовище
  - Абазівське газоконденсатне родовище
- Антонівсько-Білоцерківський нафтогазоносний район
  - Кибинцівське нафтове родовище
  - Сагайдацьке нафтогазове родовище
- Рябухинсько-Північно-Голубівський газоносний район
  - Мар'їнське газоконденсатне родовище
  - Краснокутське газоконденсатне родовище
  - Кисівське газоконденсатне родовище
  - Коломацьке газоконденсатне родовище
  - Волохівське газоконденсатне родовище
  - Південно-Граківське газоконденсатне родовище
  - Борисівське газоконденсатне родовище
  - Шевченківське газоконденсатне родовище
  - Іскрівське газоконденсатне родовище
  - Вишневське газоконденсатне родовище
  - Максальське газоконденсатне родовище
- Машівсько-Шебелинський газоносний район
  - Машівське газоконденсатне родовище
  - Чутівське газоконденсатне родовище
  - Розпашнівське газоконденсатне родовище
  - Новоукраїнське нафтогазоконденсатне родовище
  - Ланнівське газоконденсатне родовище
  - Західно-Хрестищенське газоконденсатне родовище
  - Червоноярське газоконденсатне родовище
  - Західно-Старовірівське газоконденсатне родовище
  - Ведмедівське газоконденсатне родовище
  - Східно-Ведмедівське газоконденсатне родовище
  - Котлярівське газоконденсатне родовище
  - Мелехівське газоконденсатне родовище
  - Єфремівське газоконденсатне родовище
  - Західно-Соснівське газоконденсатне родовище
  - Кегичівське газоконденсатне родовище
  - Шебелинське газоконденсатне родовище
- Руденківсько-Пролетарський нафтогазоносний район
  - Мачуське газове родовище
  - Лиманське нафтогазоконденсатне родовище
  - Горобцівське газоконденсатне родовище
  - Зачепилівське нафтогазоконденсатне родовище
  - Решетниківське газонафтове родовище
  - Суходолівське нафтогазоконденсатне родовище
  - Руденківське газоконденсатне родовище
  - Степне газоконденсатне родовище
  - Новогригорівське нафтогазоконденсатне родовище
  - Розумівське газоконденсатне родовище
  - Гнатівське нафтогазоконденсатне родовище
  - Новомиколаївське (Мовчанівське) нафтогазоконденсатне родовище
  - Михайлівське газове родовище
  - Юр'ївське нафтогазоконденсатне родовище
  - Кременівське нафтогазоконденсатне родовище
  - Рясківське газоконденсатне родовище
  - Виноградівське газоконденсатне родовище
  - Новоселівське газоконденсатне родовище
  - Східно-Новоселівське нафтогазоконденсатне родовище
  - Личківське нафтогазоконденсатне родовище
  - Пролетарське газоконденсатне родовище
  - Перещепинське газоконденсатне родовище
  - Голубівське нафтогазове родовище
  - Багатойське газоконденсатне родовище
  - Левенцівське газоконденсатне родовище
- Співаківський газоносний район
  - Співаківське газове родовище
- Кальміус-Бахмутський газоносний район
- Красноріцький газоносний район
  - Червонопопівське газове родовище
  - Борівське газоконденсатне родовище
  - Капітанівське газоконденсатне родовище
  - Лобачівське газоконденсатне родовище
  - Слов'яносербське газове родовище
  - Вергунське газоконденсатне родовище
- Північного борту нафтогазоносний район
  - Турутинське нафтове родовище
  - Хухрянське нафтогазоконденсатне родовище
  - Прокопенківське нафтове родовище
  - Скворцівське нафтогазоконденсатне родовище
  - Юліївське нафтогазоконденсатне родовище
  - Наріжнянське газоконденсатне родовище
  - Огульцівське газоконденсатне родовище
  - Островерхівське газоконденсатне родовище
  - Безлюдівське газоконденсатне родовище
  - Платівське газове родовище
  - Ртищівське газоконденсатне родовище
  - Коробочкинське газоконденсатне родовище
  - Дружелюбівське нафтогазоконденсатне родовище
  - Кондрашівське газоконденсатне родовище
  - Вільхове газоконденсатне родовище

## Західний нафтогазоносний регіон України
- Волино-Подільська нафтогазоносна область
  - Локачинське газове родовище
- Передкарпатська нафтогазоносна область
- Більче-Волицький нафтогазоносний район
  - Свидницьке газове родовище
  - Коханівське нафтове родовище
  - Вижомлянське газове родовище
  - Вишнянське газове родовище
  - Никловицьке газове родовище
  - Хідновицьке газове родовище
  - Садковицьке газове родовище
  - Пинянське газове родовище
  - Залужанське газоконденсатне родовище
  - Новосілківське газове родовище
  - Рудківське газове родовище
  - Майницьке газове родовище
  - Сусолівське газове родовище
  - Грушівське газоконденсатне родовище
  - Східно-Довгівське газове родовище
  - Меденицьке газове родовище
  - Малогорожанське газове родовище
  - Опарське газове родовище
  - Летнянське газоконденсатне родовище
  - Грудівське газове родовище
  - Більче-Волицьке газове родовище
  - Гайське газоконденсатне родовище
  - Кавське газове родовище
  - Глинківське газове родовище
  - Угерське газове родовище
  - Південно-Угерське газове родовище
  - Дашавське газове родовище
  - Кадобнянське газове родовище
  - Гринівське газове родовище
  - Богородчанське газове родовище
  - Яблунівське газове родовище
  - Косівське газове родовище
  - Ковалівське газове родовище
  - Чорногузьке газове родовище
  - Лопушнянське нафтове родовище
- Бориславсько-Покутський нафтогазоносний район
  - Старосамбірське нафтове родовище
  - Південно-Монастирське нафтове родовище
  - Блажівське нафтове родовище
  - Бориславське нафтогазоконденсатне родовище
  - Новосхідницьке нафтове родовище
  - Іваниківське нафтогазоконденсатне родовище
  - Орів-Уличнянське нафтове родовище
  - Соколовецьке нафтове родовище
  - Заводівське нафтове родовище
  - Південно-Стинавське нафтове родовище
  - Мельничанське нафтове родовище
  - Стинавське нафтове родовище
  - Семигинівське нафтове родовище
  - Танявське нафтогазоконденсатне родовище
  - Янківське нафтове родовище
  - Північно-Долинське нафтогазоконденсатне родовище
  - Долинське нафтове родовище
  - Вигодсько-Витвицьке нафтове родовище
  - Чечвинське нафтове родовище
  - Струтинське газонафтове родовище
  - Спаське нафтове родовище
  - Спаське-Глибинне нафтове родовище
  - Ріпнянське нафтове родовище
  - Підлісівське нафтове родовище
  - Луквинське газонафтове родовище
  - Росільнянське нафтогазоконденсатне родовище
  - Космацьке газоконденсатне родовище
  - Монастирчанське газоконденсатне родовище
  - Пнівське нафтове родовище
  - Гвіздецьке нафтове родовище
  - Південно-Гвіздецьке нафтогазоконденсатне родовище
  - Пасічнянське нафтове родовище
  - Битків-Бабченське нафтогазоконденсатне родовище
  - Довбушанське нафтогазове родовище
  - Бистрицьке нафтове родовище
  - Микуличинське нафтове родовище
  - Страшевицьке нафтове родовище
- Карпатська нафтогазоносна область
  - Стрільбицьке нафтове родовище
  - Східницьке нафтове родовище
- Закарпатська газоносна область
  - Русько-Комарівське газове родовище